# Next Liberty

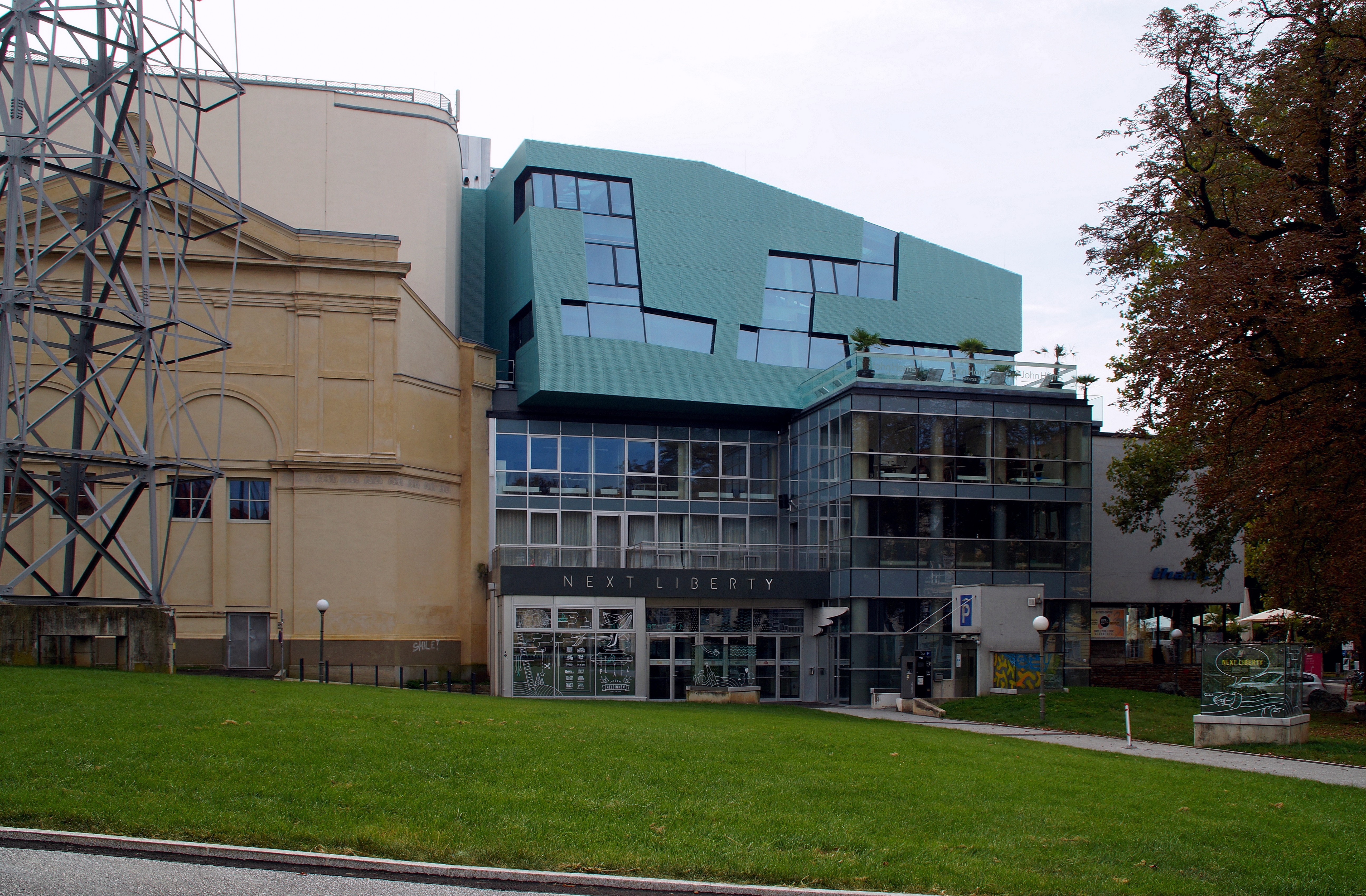
Das Next Liberty neben dem „Lichtschwert“

Das Next Liberty ist ein Kinder- und Jugendtheater im ersten Grazer Stadtbezirk Innere Stadt. Es zählt mit über 65.000 Zuschauern und mehr als 200 Vorstellungen pro Saison zu den fünf erfolgreichsten im deutschsprachigen Raum. Der Betrieb gehört zur Theaterholding Graz.

## Geschichte
1995 wurde von den Vereinigten Bühnen Graz in der ehemaligen Thalia neben der Grazer Oper eine eigene Spielstätte für Kinder- und Jugendtheater eröffnet. Der Name stammt von der Lage neben dem Lichtschwert, einer modernen Stahlskulptur von Hartmut Skerbisch, die der New Yorker Freiheitsstatue (Lady Liberty) nachempfunden ist.
2011 wurde mit dem Bau eines Fitnesscenters im Thalia-Gebäude begonnen, weshalb der Spielbetrieb für die Saison 2011/12 in die Grazer Stadthalle verlegt werden musste. Die Mietkosten dafür musste die Stadt tragen. Seit 2013 sind Büro und Bühne wieder im Stammhaus.
Michael Schilhan wurde 2001 künstlerischer Leiter und 2004 auch geschäftsführender Intendant. 2022 wurde sein Vertrag ab der Spielsaison 2023/24 um weitere fünf Jahre verlängert.

## Programm
Das Programm konzentriert sich auf Kinder- und Jugendstücke, die von einem fixen Ensemble produziert werden. Einige der Stücke kommen auf anderen Theaterbühnen zur Aufführung. Sie werden im Rahmen von Next Liberty on Tour österreichweit und in Südtirol gezeigt.